# Meridià 146 a l'est
El meridià 146 a l'est de Greenwich és una línia de longitud que s'estén des del pol Nord travessant l'oceà Àrtic, Àsia, l'oceà Índic, l'oceà Antàrtic, Austràlia i l'Antàrtida fins al pol Sud.
El meridià 146 a l'est forma un cercle màxim amb el meridià 34 a l'oest. Com tots els altres meridians, la seva longitud correspon a una semicircumferència terrestre, uns 20.003,932 km. Al nivell de l'Equador, és a una distància del meridià de Greenwich de 16.253 km.

## De Pol a Pol
Començant en el pol Nord i dirigint-se cap al pol Sud, aquest meridià travessa:
| Coordenades                               | País, territori o mar   | Notes |
| ----------------------------------------- | ----------------------- | --- |
| 90° 0′ N, 146° 0′ E / 90.000°N,146.000°E  | Oceà Àrtic              | |
| 76° 34′ N, 146° 0′ E / 76.567°N,146.000°E | Mar de Sibèria Oriental | passa a l'est de l'illa de Kotelni, Sakhà, Rússia (a 75° 30′ N, 145° 24′ E / 75.500°N,145.400°E) · Passa a l'oest de l'illa de Nova Sibèria, Sakhà, Rússia (a 75° 13′ N, 146° 10′ E / 75.217°N,146.167°E) |
| 72° 30′ N, 146° 0′ E / 72.500°N,146.000°E | Rússia                  | Sakhà Óblast de Magadan — des de 63° 54′ N, 146° 0′ E / 63.900°N,146.000°E Krai de Khabàrovsk — des de 61° 58′ N, 146° 0′ E / 61.967°N,146.000°E Óblast de Magadan — des de 60° 40′ N, 146° 0′ E / 60.667°N,146.000°E Krai de Khabàrovsk — des de 60° 12′ N, 146° 0′ E / 60.200°N,146.000°E |
| 59° 8′ N, 146° 0′ E / 59.133°N,146.000°E  | Mar d'Okhotsk           | |
| 44° 21′ N, 146° 0′ E / 44.350°N,146.000°E | Illes Kurils            | Kunaixir, administrada per Rússia (óblast de Sakhalín), però reclamat per Japó (prefectura de Hokkaidō) |
| 44° 10′ N, 146° 0′ E / 44.167°N,146.000°E | Oceà Pacífic            | |
| 43° 23′ N, 146° 0′ E / 43.383°N,146.000°E | Illes Kurils            | Illes Habomai, administrades per Rússia (óblast de Sakhalín) però reclamat per Japó (prefectura de Hokkaidō) |
| 43° 22′ N, 146° 0′ E / 43.367°N,146.000°E | Oceà Pacífic            | passa a l'est de Pagan, Illes Mariannes Septentrionals (a 18° 8′ N, 145° 49′ E / 18.133°N,145.817°E) · passa a l'est d'Alamagan, Illes Mariannes Septentrionals (a 17° 36′ N, 145° 50′ E / 17.600°N,145.833°E) · passa a l'est de Guguan, Illes Mariannes Septentrionals (a 17° 19′ N, 145° 51′ E / 17.317°N,145.850°E) · passa a l'est de Sarigan, Illes Mariannes Septentrionals (a 16° 42′ N, 145° 47′ E / 16.700°N,145.783°E) · Passa a l'oest de Farallón de Medinilla, Illes Mariannes Septentrionals (a 16° 0′ N, 146° 3′ E / 16.000°N,146.050°E) · passa a l'est de Saipan, Illes Mariannes Septentrionals (a 15° 16′ N, 145° 50′ E / 15.267°N,145.833°E) |
| 1° 45′ S, 146° 0′ E / 1.750°S,146.000°E   | Mar de Bismarck         | |
| 4° 31′ S, 146° 0′ E / 4.517°S,146.000°E   | Papua Nova Guinea       | Illa de Karkar |
| 4° 44′ S, 146° 0′ E / 4.733°S,146.000°E   | Mar de Bismarck         | |
| 5° 30′ S, 146° 0′ E / 5.500°S,146.000°E   | Papua Nova Guinea       | |
| 8° 3′ S, 146° 0′ E / 8.050°S,146.000°E    | Mar del Corall          | |
| 16° 55′ S, 146° 0′ E / 16.917°S,146.000°E | Austràlia               | Queensland — Illa Fitzroy |
| 16° 56′ S, 146° 0′ E / 16.933°S,146.000°E | Mar del Corall          | |
| 17° 17′ S, 146° 0′ E / 17.283°S,146.000°E | Austràlia               | Queensland Nova Gal·les del Sud — des de 29° 0′ S, 146° 0′ E / 29.000°S,146.000°E Victòria — des de 36° 1′ S, 146° 0′ E / 36.017°S,146.000°E |
| 38° 53′ S, 146° 0′ E / 38.883°S,146.000°E | Estret de Bass          | |
| 41° 5′ S, 146° 0′ E / 41.083°S,146.000°E  | Austràlia               | Tasmània |
| 43° 26′ S, 146° 0′ E / 43.433°S,146.000°E | Oceà Índic              | Les autoritats australianes consideren això com a part de l'oceà Antàrtic[3][4] |
| 60° 0′ S, 146° 0′ E / 60.000°S,146.000°E  | Oceà Antàrtic           | |
| 66° 50′ S, 146° 0′ E / 66.833°S,146.000°E | Antàrtida               | Territori Antàrtic Australià, reclamat per Austràlia |
| 67° 21′ S, 146° 0′ E / 67.350°S,146.000°E | Oceà Antàrtic           | |
| 67° 36′ S, 146° 0′ E / 67.600°S,146.000°E | Antàrtida               | Territori Antàrtic Australià, reclamat per Austràlia |